# سدهٔ باشکوه: کوسم
سدهٔ باشکوه: کوسم (ترکی استانبولی: Muhteşem Yüzyıl Kösem) که در ایران با نام ماه‌پیکر پخش می‌شود، مجموعۀ تلویزیونی ساخت ترکیه است که به عنوان دنبالهٔ درام تاریخی ساخت سال ۲۰۱۱ حریم سلطان ساخته شده است. این مجموعۀ تلویزیونی که نوشته ییلماز شاهین، نوکت بیچاکچی و سوگی ییلماز است، زندگی دختری به نام کوسم سلطان را مرور می‌کند که پس از اسارت و فرستاده شدن به حرم سلطان احمد یکم مبدل به قدرتمندترین زن در تاریخ امپراتوری عثمانی شد.
قسمت‌های اول این مجموعه در خیوس، یونان فیلمبرداری شد. قسمتی از این مجموعۀ تلویزیونی در کن، فرانسه در جشنواره سالانه تلویزیونی میپکوم یک ماه پیش از شروع پخش آن از استار تی‌وی در ۱۲ نوامبر ۲۰۱۵ اکران شد.

## داستان

### فصل ۱
طور غیرمنتظره ای پس از مرگ ناگهانی پدرش بر تخت سلطنت نشست، عهد می کند که برادر کوچکترش مصطفی را به قتل نرساند. در همین حال، آناستازیا که به دستور صفیه سلطان به قصر آورده شد، به عنوان برده به احمد هدیه داده می شود. اگرچه آناستازیا در ابتدا می خواست به خانه و خانواده خود بازگردد، اما عاشق سلطان جوان می شود و نام کوسم را برای خود انتخاب می کند. کوسم با به دنیا آوردن چهار شاهزاده و چهار شاهزاده خانم و با شکست دادن تمام دشمنانش، تسلط خود را در قصر افزایش می دهد. او همسر اصلی احمد یا حسکی سلطان می شود و به این ترتیب به سلطنت صفیه سلطان پایان می دهد.در حرمسرای عثمانی سالها بعد، زمانی که سلطان احمد درگذشت، زمستان سیاه برای کوسم سلطان آغاز شد. پس از مرگ احمد، برادر کوچکترش شهزاده مصطفی، با سیستم ارشدیت آگناتیکی که به اجرا درآمد، به عنوان مصطفی اول بر تخت سلطنت می‌نشیند، اما با بدتر شدن سلامت روانی، از سلطنت خلع می‌شود و پسر ناتنی کوسم سلطان، عثمان، جایگزین او می‌شود. از آنجایی که سلطان عثمان دوم نسبت به قدرت فزاینده نامادری خود کوسم محتاط می شود، او را به کاخ قدیمی تبعید می کند و تلاش می کند تا ارتش جدیدی را به جای جانیچر تشکیل دهد.ارتش. او سرانجام توسط ینیچرها خلع شده و در سیاهچال های یدیکول به طرز وحشیانه ای به قتل می رسد و عمویش سلطان مصطفی برای دومین بار بر تخت سلطنت می نشیند. بعداً توسط کوسم سلطان از سلطنت خلع شد و پسرش شهزاده مراد سلطان جدید شد. صفیه سلطان زمانی که کوسم سلطان در حال خودکشی بود انگشتر خرم سلطان را به او می دهد. همچنین سلطان احمد تاج سلطان خرم سلطان را به کوسم داد. این کاخ هنوز در مورد خرم و نوربانو سلطان به عنوان قدرتمندترین زنان جهان صحبت می کند.

### فصل ۲
کوسم نزدیک به یک دهه است که ولیده سلطان و نایب السلطنه پسرش سلطان مراد چهارم بوده است، زمانی که ناآرامی های نظامی باعث می شود که پسرش قدرت خود را سلب کند و این دو درگیر شوند. مراد با کنترل کامل دولت در دستان خود، برنامه‌های خود را برای بازگرداندن امپراتوری به دوران شکوفایی و فتح و بررسی فساد در حرکت می‌کند. در همان زمان، شاهزاده مجارستانی فاربیا بالاتنه  به دربار عثمانی پناه می برد و جذابیت آنی بین او و سلطان باعث واکنش های کوسم و همسر مورد علاقه مراد، آیشه سلطان می شود. روابط مراد با خواهرش نیز دچار تنش شده استگوهرهان پس از اعدام شوهرش و همچنین در همسرش با مادرشان که در نهایت عشق را به جای قدرت بازی انتخاب می کند. برادر ناتنی و ولیعهد آنها، بایزید، گرچه به سلطان وفادار است، اما به دلیل جاه طلبی های مادرش گل‌بهار، که مدت ها توسط کوسم پنهان شده بود، دچار درگیری می شود. در تمام این مدت، برنامه های دیگر شاهزادگان و قدرت های اروپایی ناشناخته مانده و احساسات و نقشه های ضد عثمانی در غرب دوباره ظاهر می شود.
فصل دوم همچنین دوره سلطنت سلطان ابراهیم را معرفی می کند، درگیری بین کوسم و عروسش تورهان برای موقعیت ولیده سلطان است. سر انجام با ترور کوسم مجموعۀ تلویزیونی به پایان می رسد.

## بازیگران
| بازیگر                                     | نقش              | توضیحات                                                               |
| ------------------------------------------ | ---------------- | --------------------------------------------------------------------- |
| نورگل یشیلچای /برن سات/آناستازیا تسیلیمپیو | کوسم سلطان       | همسر سلطان احمد یکم، والده سلطان سلطان مراد چهارم و سلطان ابراهیم یکم |
| اکین کوچ                                   | سلطان احمد یکم   | چهاردهمین سلطان عثمانی                                                |
| هولیا آوشار                                | صفیه سلطان       | مادربزرگ سلطان احمد یکم                                               |
| اسلیهان گوربوز                             | حلیمه سلطان      | مادر شاهزاده مصطفی                                                    |
| متین آکدولگر                               | سلطان مراد چهارم | هفدهمین سلطان عثمانی و پسر دوم کوسم سلطان و سلطان احمد یکم            |
| تولین اوزن                                 | خندان سلطان      | والده سلطان و مادر سلطان احمد یکم                                     |
| برک جانکات                                 | اسکندر           | پسر صفیه سلطان                                                        |
| بوران کوزوم                                | شاهزاده مصطفی    | پسر حلیمه سلطان، برادر سلطان احمد یکم و شانزدهمین سلطان عثمانی        |
| ویلدان آتاسور                              | هماشاه سلطان     | دختر صفیه سلطان                                                       |
| محمد کورتولوش                              | درویش پاشا       | وزیر اعظم دولت عثمانی، معشوقه خندان سلطان                             |
| گولجان ارسلان                              | فخریه سلطان      | دختر صفیه سلطان                                                       |
| تانر اولمز                                 | سلطان عثمان دوم  | پسر سلطان احمد یکم و پسر خوانده کوسم سلطان و پسر ماه فیروز سلطان      |
| دیلارا اکسویک                              | ماهفیروز سلطان   | همسر سلطان احمد یکم و مادر سلطان عثمان دوم                            |
| اویکو کارایل                               | دلربا سلطان      | دختر حلیمه سلطان                                                      |
| مته هرروز اوغلی                            | ذوالفقار پاشا    | فرمانده سپاه ینی چری، شوهر هماشاه سلطان                               |
| فرح زینب عبدالله                           | فاریا سلطان      | همسر سلطان مراد چهارم                                                 |
| لیلا فرای                                  | عایشه سلطان      | همسر سلطان مراد چهارم                                                 |
| آصلی تاندوغان                              | گوهرخان سلطان    | دختر کوسم سلطان                                                       |
| اجه چشمی اوغلو                             | عاتکه سلطان      | دختر کوسم سلطان                                                       |
| سیبل تاشجی اوغلو                           | گلبهار سلطان     | همسر سلطان احمد یکم، مادر شاهزاده بایزید                              |
| یگیت اوچان                                 | شاهزاده بایزید   | پسر گلبهار و سلطان احمد یکم                                           |
| هاکان شاهین                                | حاجی آقا         | رئیس خواجگان حرمسرا                                                   |
| نادر ساری باجاک                            | بلبل آقا         | پیشخدمت صفیه سلطان                                                    |
| اسرا درمانچی اوغلو                         | جنت خاتون        | پیشخدمت صفیه سلطان، پیشخدمت کوسم سلطان، خزانه دار حرمسرا              |
| هانده دوغان دمیر                           | تورخان سلطان     | همسر سلطان ابراهیم یکم، والده سلطان محمد چهارم                        |
| ارکان کولچاک کوستندیل                      | شاهین گیرای      | برادر محمد گیرای                                                      |
| کادیر دوغلو                                | محمد گیرای       | برادر شاهین گیرای، معشوقه فخریه سلطان                                 |

## پخش بین‌المللی
| ترکیه       | Muhteşem Yüzyıl: Kösem             | FOX TV     | ۱۲ نوامبر ۲۰۱۵   | ۲۰:۰۰           |
| ----------- | ---------------------------------- | ---------- | ---------------- | --------------- |
| پاکستان     | Mera Sultan Kosem                  | Urdu 1     | از ۳۱ اکتبر ۲۰۱۶ | تا ۹ اپریل ۲۰۱۸ |
| بنگلادش     | মুহতেশেম:কোসেম                          | Deepto TV  | به زودی          | به زودی         |
| اتحادیه عرب | Hareem-e Soltan: Kosem             | اواس‌ان     | ۱ ژانویه ۲۰۱۶    | ۲۰:۰۰           |
| اندونزی     | Abad Kajayaan 2: Kosem             | SCTV       | ۱ ژانویه ۲۰۱۶    | ۲۰:۰۰           |
| هند         | kosem sultan                       | Zee Alwan  | ۲۰۱۷-۲۰۱۸        | ۲۰:۰۰           |
| رومانی      | kosem                              | kanal D    | ۲۰۱۷-۲۰۱۸        | ۲۰:۰۰           |
| لهستان      | Wspaniałe stulecie: Sułtanka Kösem | TVP1       | آوریل ۲۵، ۲۰۱۶   | ۱۸:۴۰           |
| کوزوو       | "Shekulli Madhёshtor: Kosem"       | RTV21      | آوریل ۱۱، ۲۰۱۶   | ۲۰:۰۰           |
| ایران       | ماه پیکر                           | GEM TV     | اوت ۱۴، ۲۰۱۶     | ۲۰:۰۰           |
| مجارستان    | A szultána                         | TV2        | سپتامبر ۱۳، ۲۰۱۶ | Tuesday         |
| افغانستان   | ماه بانو                           | 1TV        | ۲۰۱۶-۲۰۱۸        | ۲۰:۰۰           |
| یونان       | Κιοσέμ:Η Σουλτάνα                  | Victory tv | 22:00            |                 |